# ویکتور گارسیا (بازیکن والیبال)
ویکتور گارسیا (اسپانیایی: Víctor García‎؛ زادهٔ ۲۳ سپتامبر ۱۹۵۰) بازیکن والیبال اهل کوبا بود.